# Golden Ring
Albums de George Jones & Tammy Wynette
Alone Again
(1976) I Wanta Sing
(1977)
Golden Ring est un album par les artistes américains de musique country George Jones et Tammy Wynette. Cet album est sorti en 1976 sur le label Epic Records. Il a atteint la 1re position des charts de musique country du classement du magazine Billboard. Les singles Near You et Golden Ring ont tous deux atteint la 1re position des charts. Il faudra cinq ans avant qu'ils n'enregistrent à nouveau un album ensemble, Together Again, en 1981.

## Liste des pistes
| No  | Titre                               | Auteur                           | Durée |
| --- | ----------------------------------- | -------------------------------- | ----- |
| 1.  | Golden Ring                         | Braddock, VanHoy                 |       |
| 2.  | Even the Bad Times Are Good         | Belew, Pitts                     |       |
| 3.  | Near You                            | Craig, Goell, Goellner           |       |
| 4.  | Cryin' Time                         | Owens                            |       |
| 5.  | I've Seen Better Days               | Lane, Morrison                   |       |
| 6.  | Did You Ever                        | Braddock                         |       |
| 7.  | Tattletale Eyes                     | Emerson                          |       |
| 8.  | I'll Be There (If You Ever Want Me) | Gabbard, Price                   |       |
| 9.  | If You Don't, Somebody Else Will    | Fautheree, Hamilton, Mathis      |       |
| 10. | Keep the Change                     | Fields, Sherrill, Taylor, Taylor |       |

## Positions dans les charts
Album – Billboard (Amérique du nord)
| Année | Chart          | Position |
| ----- | -------------- | -------- |
| 1976  | Albums country | 1        |

Single - Billboard (Amérique du nord)
| Année | Single      | Chart           | Position |
| ----- | ----------- | --------------- | -------- |
| 1976  | Golden Ring | Singles country | 1        |
| 1977  | Near You    | Singles country | 1        |